# Spitalul Caritas din București
Spitalul Caritas din București (denumit după cuvântul latin caritas, însemnând caritate, iubire de aproape) a fost un spital care a funcționat la București, capitala României, între anii 1880-2011. El s-a aflat în cartierul Dudești, în sectorul 3 al orașului, pe străzile numite astăzi Traian (la nr. 27-31, în trecut strada Știrbei Vodă 32), Maximilian Popper și Parfumului. În anii 1920-1948 și 2005-2011, acesta a fost proprietatea comunității evreiești din București. În vremea de maximă activitate, spitalul se întindea pe o suprafață de 120-130 hectare. 
În timpul legislației antievreiești din anii regimului antonescian (1940-1944) s-a permis funcționarea instituției și ca sediu al Școlii de medicină destinate evreilor, sub conducerea dr. Marcu Cajal. După anul 1950, fiind naționalizat, a fost afiliat Facultății de medicină din București și a fost sediul a trei clinici universitare sub conducerea unor medici cunoscuți, între care Maximilian Popper (ftiziologie), Ion Juvara (chirurgie), Constantin Iliescu (medicină internă și cardiologie) etc. De asemenea, în cadrul spitalului a funcționat și cea mai mare secție de maternitate din București. 
Spitalul a fost cunoscut vreme îndelungată după înființarea sa ca „Spitalul săracilor”, care oferea tratamente gratuite nevoiașilor și a deservit, în mare măsură, populația defavorizată din zona sectorului 3 de astăzi.

## Istoric

### Începuturile
După Unirea Principatelor Moldovei și Țării Românești, mai multe mii de evrei s-au stabilit la București, în zona din spatele Magazinului Unirea din zilele noastre, în cartierul evreiesc ființat între străzile Calea Călărași, Calea Văcărești și începutul Căii Dudești, în zona care cuprindea străzile Mircea Vodă, Anton Pann, Labirintului, Parfumului, Vulturilor și Traian.
În anul 1880 s-a înființat în cartier un azil pentru femei și copii săraci, fără deosebire de religie și naționalitate, și destinat unui număr de 60 persoane. În 1891, azilul a fost transformat într-un ambulator cuprinzând toate specialitățile medicale. Din inițiativa doctorului Max Schachmann (1859-1925), absolvent al Facultății de medicină din Paris și veteran al armatei române, s-a deschis în acel loc un spital cu 80 paturi. Spitalul oferea servicii medicale în domeniul medicinii interne, ginecologiei și obstetricii, chirurgiei și pediatriei.
În timpul Primului Război Mondial, în anii 1916-1918, spitalul a funcționat ca spital militar sub auspiciile reginei Maria a României.

### În perioada interbelică
După Primul Război Mondial, doctorul Sigismund Kohl (1880-1939), medic de femei, a propus președintelui Comunității evreiești din Regat, avocatul Wilhelm Filderman, cumpărarea unui teren pentru un spital nou, dotat cu o secție de maternitate și cu o policlinică pentru femei și copii. Comunitatea evreiască a acceptat să finanțeze construirea spitalului de maternitate, cunoscut inițial ca „Noua Maternitate” și fondat de dr. Kohl și de Thérèse Bally din familia de oameni de afaceri Bally. 
Noua clădire a fost inaugurată la 23 iunie 1933, în prezența regelui României, Carol al II-lea, a reginei Elizabeta a Greciei și a ministrului muncii si sănătății, Dimitrie R. Ioanițescu. Noul spital avea două etaje și 150 paturi, incluzând secții de medicină internă, ginecologie și obstetrică, și servicii policlinice. Din cauza localizării și a politicii adoptate, Spitalul, denumit de acum Caritas, a devenit cunoscut ca un „Spital al săracilor” care acorda asistență medicală locuitorilor români, romi, evrei, armeni și altora, fără distincție de origine. Potrivit înțelegerilor dintre compania „Noua Maternitate” și comunitatea evreiască, pacienții nevoiași au beneficiat de tratamente gratuite.
Între anii 1936-1940, din inițiativa pediatrului Marcu Cajal, cu ajutorul financiar al familiei Flax, s-a construit în perimetrul spitalului o clădire nouă de patru etaje.

### Anii celui de-al Doilea Război Mondial
În timpul celui de-al Doilea Război Mondial (pentru România, 1941-1945) spitalul a fost din nou transformat în spital militar. După legile rasiale s-a interzis evreilor să învețe medicina în universități, iar medicilor evrei să lucreze în instituții de stat și să îngrijească pacienți neevrei.

#### Școala de medicină Cajal pentru evrei
În martie 1941, Ministerul Învățământului al regimului Antonescu a permis evreilor să facă studii medicale într-o școală aparte în perimetrul Spitalului Caritas. În anii 1942-1944, din inițiativa doctorului Marcu Cajal s-au organizat în amfiteatre, laboratoare și secții ale spitalului cursuri pentru evrei în 28 de specialități medicale, potrivit programului de învățământ al anilor al treilea-al șaselea ai facultăților de medicină.
La „Școala Cajal” au predat medici și cercetători evrei precum M. Blumenthal, Maximilian Popper, Anghel Radovici, conferențiari ca S. Birman-Bera, I. Daniel, Mina Goldenberg-Beiler, Simion Iagnov, O. Milian, Oscar Sager, Alfred Teitel, L. Adelsberg, H. Așkenazi, Sigismund Kohl, H. Elias, P. Gottlieb, A. Lobel, O. Meller, G. Rosenthal, Eugenia Soru și  B. Wiesner. La cursuri au participat 50 de studenți, dintre care o parte fuseseră exmatriculați din motive „rasiale” de la facultățile de medicină din București, Iași și Cluj. Școala s-a bucurat de sprijinul câtorva personalități ale medicinei românești, între care Nicolae Gh. Lupu, Constantin Ion Parhon, Ștefan S. Nicolau, Ioan Emil Costinescu și S. Manoilă.
Nouă din cadrele didactice ale Școlii Cajal au fost încadrate, după căderea dictaturii antonesciene în august 1944, ca profesori și conferențiari la  Facultatea de Medicină din București. În anii războiului, s-a adăugat spitalului Caritas o nouă clădire, în circumstanțe care nu sunt bine documentate.

### Anii regimului comunist 1947-1989
În 1948, regimul comunist a naționalizat spitalul, denumindu-l „Spitalul Bernat Andrei” și, în 1950, i-a acordat statutul de spital universitar. Mai târziu, s-a revenit la numele de Spitalul Caritas. În clădirea mai nouă s-a deschis clinica de ftiziologie, aflată până în 1960 sub direcția lui Maximilian Popper. 
Începând cu anii 1950, în spital au funcționat patru secții, din care trei erau afiliate Institutului Medico-Farmaceutic din București: clinica de pneumologie-ftiziologie, clinica de medicină internă și medicină cardiovasculară (condusă de Constantin Iliescu și mai apoi de P. Teodorescu, V. Nicolaescu, C. Carp, Alexandru Câmpeanu, Tiberiu Nanea) și clinica de chirurgie (condusă de Ion Juvara și după aceea de Burloi, Constantinescu și Bratucu).
În anii 1977-1979, guvernul român a construit în perimetrul spitalului o clădire nouă de patru etaje care a găzduit secțiile de cardiologie, medicină internă, terapie intensivă și neonatologie, în total cu 150 de paturi. Spitalul cuprindea atunci 700 paturi și a continuat să deservească o populație numeroasă și nevoiașă, inclusiv romi din împrejurime. Anual, în spital se nășteau circa 2500 de copii și erau internate 20.000 de persoane.
În anii 1980, spitalul a fost destinat demolării în cadrul planului de sistematizare a capitalei inițiat de președintele Ceaușescu. La un moment dat vicepremiera Alexandra Găinușă, membră în guvernul Constantin Dăscălescu, a necesitat o internare in spital, și a fost solicitată de directorul spitalului, profesorul Costin Carp, să intervină pentru a evita demolarea instituției. Președintele Ceaușescu a vizitat ulterior spitalul și a promis menajarea acestuia, spre deosebire de Spitalul Brâncovenesc, care a fost demolat.

### După Revoluția din 1989
După restaurarea democrației în 1989, în anul 1999, în virtutea decretului excepțional 93 pentru returnarea bunurilor comunităților etnice și religioase în România, guvernul urma să returneze spitalul comunității evreiești. Direcția spitalului a făcut apel la decizia tribunalului, atrăgând atenția că este vorba de o instituție de interes public. În anul 2004, spitalul a fost denumit după Nicolae Cajal, fiul lui Marcu Cajal, medic, om de știință și președintele Federației Comunităților Evreiești din România, care decedase în acel an. 

#### Închiderea spitalului. Căminul de bătrâni
În același an (2004), guvernul Călin Popescu-Tăriceanu a hotărât că și clădirile publice pot fi returnate, hotărâre aprobată de Tribunalul Suprem. În 2005, spitalul a fost predat Fondului Caritatea înființat de comunitatea evreiască în cooperare cu organizația evreiască mondială Claims pentru returnarea bunurilor evreiești, având sediul la Ierusalim. În același timp, s-a semnat un contract de închiriere a spitalului către Primăria Municipiului București. Contractul de închiriere pe zece ani prevedea chirii fixe pe cinci ani până în 2008 (Spitalul a fost solicitat să plătească 2.000 € pe lună, 24.000 € pe an), după care chiria urma să crească, corespunzător cu legile pieței. Autoritățile au cerut ca Fondul Caritatea să plătească cheltuielile de asigurare împotriva cutremurelor de pământ care ajunseseră la 70.000 € pe an; pe de altă parte, evaluatorul fondului a apreciat că chiria trebuia ridicată la 62.000 € pe an. Aprecierile guvernamentale au menționat posibilitatea unei chirii de 40.000 € pe an.
Între timp, condițiile de întreținere ale clădirilor spitalului s-au degradat. Nici primăria, nici proprietarii nu s-au angajat să le restaureze, și clădirile nu au fost recunoscute ca patrimoniu istoric și conservarea lor nu era obligatorie. Demolarea imediată implica și ea mari cheltuieli.
În anul 2007 clinicile au părăsit treptat spitalul și, în 2011, a fost evacuată maternitatea. Până în 2011, întregul spital a fost evacuat, în afară de clădirea cea nouă, ridicată în anii 1970, aflată sub administrația primăriei Bucuresti, și care a devenit Căminul de bătrâni Nicolae Cajal. Restul spitalului a ajuns în stare de degradare avansată și a fost dărâmat în anul 2021.